# 558195 Eugengindl
558195 Eugengindl è un asteroide della fascia principale esterna. Scoperto nel 2013, presenta un'orbita caratterizzata da un semiasse maggiore pari a 3,120662 UA e da un'eccentricità di 0,078672, inclinata di 15,157091° rispetto all'eclittica.
È dedicato a Eugen Gindl, giornalista ed attivista slovacco.